# Josee Koning
Josee Koning is een Nederlands zangeres. Ze is gespecialiseerd in Braziliaanse muziek.

## Biografie
Josee Koning werkte eind jaren 1970, toen ze als stewardess werkte, enige tijd in Brazilië. Ze ontwikkelde daar een passie voor Braziliaanse muziek. Ze zegde haar baan op en en ging jazz studeren aan het Conservatorium van Amsterdam.
Begin jaren 1980 richtte ze de band Batida op met pianist/toetsenist Peter Schön, die ze had leren kennen op het Conservatorium. De muziek van Batida was een mix van jazz, funk en Braziliaanse stijlen. De band bestond naast Koning en Schön uit Theo de Jong, Gerhard Jeltes, Nippy Noya en Bart Fermie. In latere bezettingen maakten ook Marcel Schimscheimer, Marcel Serierse, Martin Verdonk, Peter Tiehuis en Leonardo Amuedo deel uit van de band. Batida bracht drie albums uit, gaf optredens in binnen- en buitenland, verscheen in tv-programma's en stond drie keer op het North Sea Jazz Festival.
Koning ging lesgeven aan de conservatoria van Hilversum (later Amsterdam) en Rotterdam. Dit was voor haar aanleiding om nieuwe studiereizen naar Brazilië te maken.
In 1995 verscheen Koning's eerste solo-album, met werk van Antonio Carlos Jobim. Koning had voor dit album willen samenwerken met de Braziliaanse componist. Door Jobim's overlijden in 1994 kon dit niet doorgaan. In plaats daarvan werkte de Braziliaanse componist, songwriter, arrangeur en producer Dori Caymmi mee aan het album. Koning trad daarna verschillende keren op met Caymmi. Zo stonden ze samen op de Uitmarkt en op North Sea Jazz. In 1996 trad ze op uitnodiging van Caymmi op tijdens de Heineken Concerts in de concertzaal Canecão in Rio de Janeiro en in São Paulo.
Koning werkte daarnaast verschillende keren samen met Ivan Lins. Lins werkte net als Caymmi mee aan Koning's album Dois Mundos (1999), een album met songs van Braziliaanse songwriters als Caetano Veloso, Edu Lobo, Chico Buarque en Ivan Lins. Lins stond daarnaast met Koning op North Sea Jazz (2004) en produceerde haar album Doce Presença (2024).
Op haar album Bem Brasileiro (2007) bracht Koning liederen van Braziliaanse zangers als Gilbert Gil en Carmen Miranda, begeleid door een Braziliaanse band en opgenomen in São Paulo. João Bosco en Lilian Vieira werkten mee aan dit album. Koning werd met dit album genomineerd voor een Edison in de categorie Jazz/World.
Josee Koning was twaalf jaar getrouwd met Lennaert Nijgh. In 2003, niet lang na Nijgh's overlijden in 2002, nam Koning een nieuwe versie op van Nijgh's Zonder jou, in het Portugees. In 2005 bracht ze het Nederlandstalige album Verdronken Vlinder uit. Op dit album combineerde ze liedjes van Nijgh en Boudewijn de Groot met Braziliaanse harmonieën, ritmes en arrangementen. Verdronken Vlinder stond 6 weken in de Nederlandse Album Top 100. In 2018 volgde Verloren en Gevonden. Dit was een album met onbekende teksten van Lennaert Nijgh, die waren ontdekt door Nijgh's biograaf Peter Voskuil in het Literatuurmuseum. Op uitnodiging van Koning werden vier van deze teksten op muziek gezet door eerdere winnaars van de Lennaert Nijgh Prijs: Han Kooreneef, Frank Boeijen, Herman van Veen en Peter Slager.
De ontdekte teksten van Nijgh waren voor Koning aanleiding om te werken aan een theatertentoonstelling over Lennaert Nijgh. Uiteindelijk werden dat drie theaterprogramma's. In deze programma's werden bekende en onbekende teksten van Nijgh gezongen en anekdotes over hem verteld:
- Tip van de sluier (2017-2018) met Jim de Groot, Sjors van der Panne en Izaline Calister, regie Aike Dirkzwager[22]
- Testament Lennaert Nijgh 75 jaar (2020-2022) met Jim de Groot[23]
- Feest der Herkenning (2024) met Jim de Groot[24]

Na deze albums en theaterprogramma's gewijd aan de teksten van Nijgh, besloot Koning zich weer te richten op Braziliaanse muziek. In 2024 bracht ze het album Doce Presença uit. Dit album was opgenomen in Lissabon en geproduceerd door Ivan Lins. Lins speelde ook mee tijdens het releaseconcert in het BIMHUIS.

## Discografie

### Batida
- Batida (1983)
- Terra Do Sul (1987)
- Tudo Bem (1992)

### Solo
- Tribute to Antonio Carlos Jobim (1995)
- Dois Mundos (1999)
- Recorded in Rio (2003)
- Verdronken Vlinder, Josee Koning zingt Lennaert Nijgh (2005)
- Bem Brasileiro (2007)
- Verloren en Gevonden, Josee Koning zingt Lennaert Nijgh (2018)
- Testament, Lennaert Nijgh 75 jaar (2022) (met Jim de Groot)
- Doce Presença (2024)

### Who's the Bossa?
- The Chamber Music Project (2018) (met Hans Vroomans, Nelson Faria & Daniël Pezzotti)